# 莱尔 (加来海峡省)
莱尔（法語：Laires，法語發音：[lɛʁ]）是法国上法蘭西大區加来海峡省的一个市镇，属于圣奥梅尔区。

## 地理
莱尔（50°32'26"N, 2°15'20"E）面积8.64 平方千米，位于法国上法蘭西大區加来海峡省，该省份为法国北部沿海省份，西北濒北海，南至索姆省，东临北部省。
与莱尔接壤的市镇（或旧市镇、城区）包括：弗莱尚、博梅斯莱艾尔、博米、费万帕法尔、利斯堡、普雷德凡。

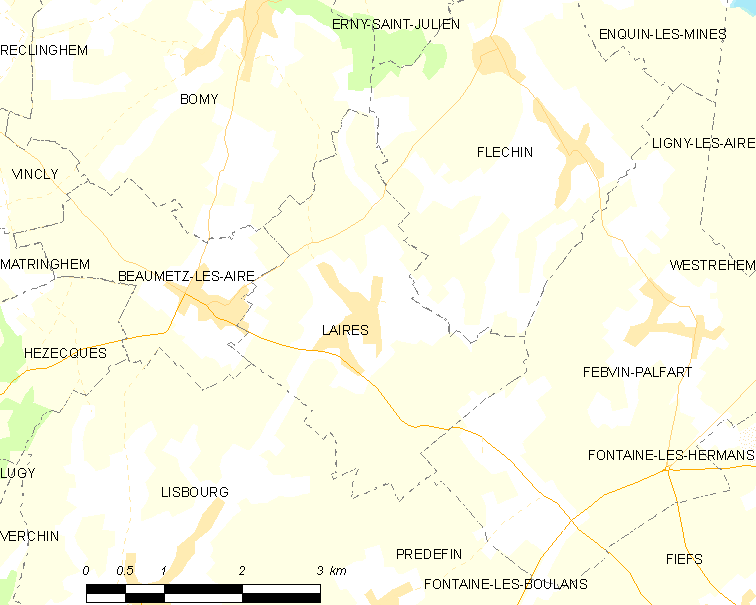
的OSM定位图

莱尔的时区为UTC+01:00、UTC+02:00（夏令时）。

## 行政
莱尔的邮政编码为62960，INSEE市镇编码为62485。

## 政治
莱尔所属的省级选区为弗吕日县。

## 人口

1962-2008年间人口变化图示

莱尔于2022年1月1日时的人口数量为368人。